# Frederick Judd Waugh
Frederick Judd Waugh ( Bordentown, Nueva Jersey, 13 de septiembre de 1861 - 10 de septiembre de 1940) fue un artista estadounidense, principalmente conocido como pintor de marinas. Durante la Primera Guerra Mundial, diseñó el camuflaje de barcos para la Marina de los EE. UU., bajo la dirección de Everett L. Warner.

## Antecedentes

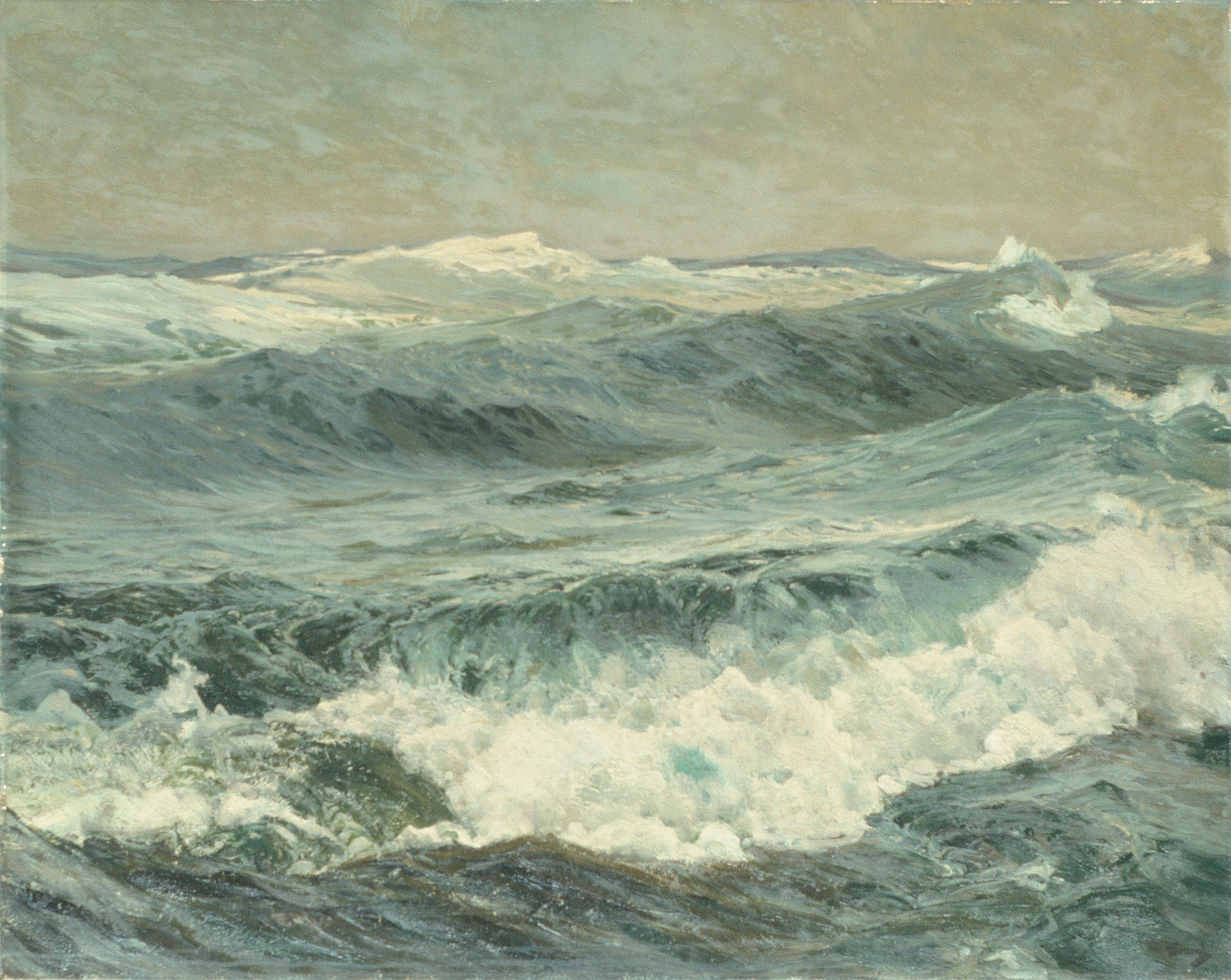
Roaring Forties de Frederick Judd Waugh, actualmente en exhibición en el Museo Metropolitano de Arte.

Waugh era hijo de un conocido retratista de Filadelfia, Samuel Waugh. Estudió en la Pennsylvania Academy of Fine Arts con Thomas Eakins, y en la Académie Julian de París, con Adolphe-William Bouguereau. Después de dejar París, se trasladó a Inglaterra, residiendo en la isla de Sark en el Canal de la Mancha, donde se ganaba la vida como pintor de paisajes marinos (Havens 1969).
En 1908, Waugh regresó a Estados Unidos y se instaló en Montclair Heights, Nueva Jersey. No tenía estudio hasta que el coleccionista de arte William T. Evans (un financiero ferroviario y presidente de la Mills Gibbs Corporation, una empresa de productos secos) le ofreció un estudio a cambio de una pintura al año. En años posteriores, vivió en Bailey Island, Maine, y en Provincetown, Massachusetts . En 1914, fue juez de la exposición de arte en la isla Monhegan, ME durante la celebración del Tercer Centenario, en 1914 del viaje del Capitán John Smith.

## Servicio de camuflaje
En 1918, se recomendó a Waugh para que sirviera como artista de camuflaje para la Marina de los EE. UU., como miembro de la Sección de Diseño de su unidad de camuflaje marino (Behrens 2002, 2009). Esa sección estaba ubicada en Washington D. C. y estaba encabezada por el pintor estadounidense Everett L. Warner (Warner 1919).
Según una biografía de Waugh (Havens 1969), “Muchos barcos grandes, incluido el Leviatán, fueron pintados según sus diseños. Aunque la empresa fue, por supuesto, era un esfuerzo de equipo en el que ningún hombre jugó un papel en solitario, tenía todas las razones para estar orgulloso de su historial. Sólo un barco con su sistema de camuflaje se perdió durante la guerra” (p. 154).

## Galería

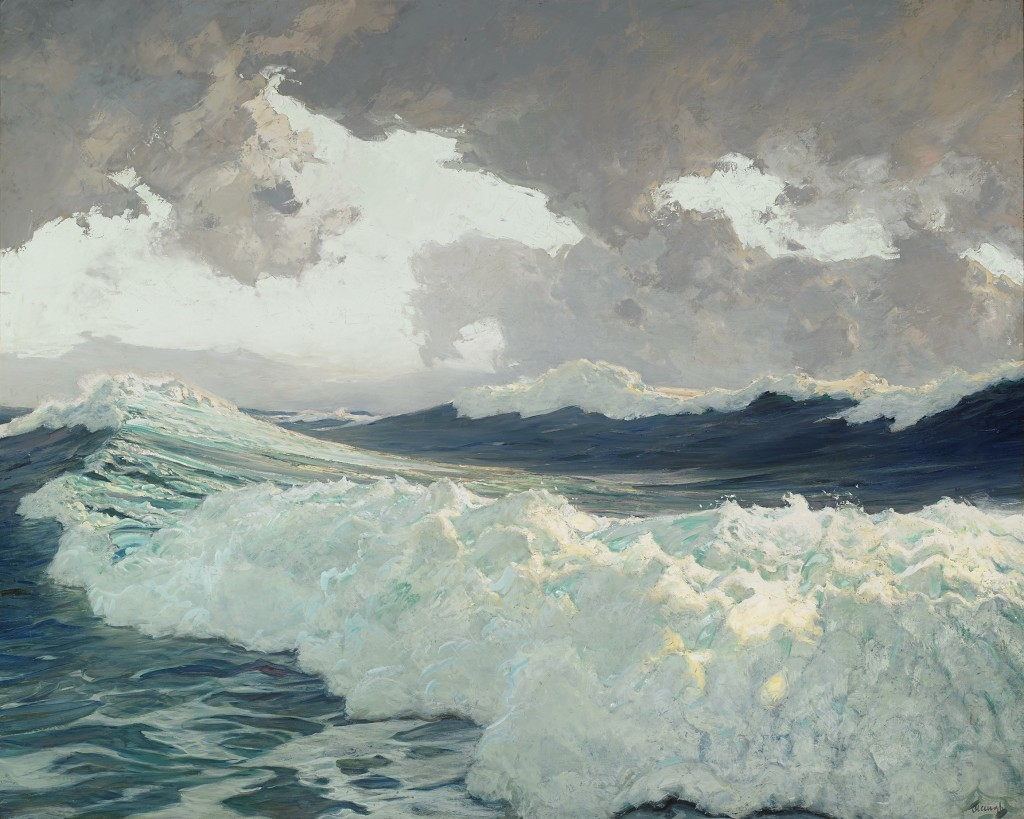
'The Ocean' by Frederick Judd Waugh
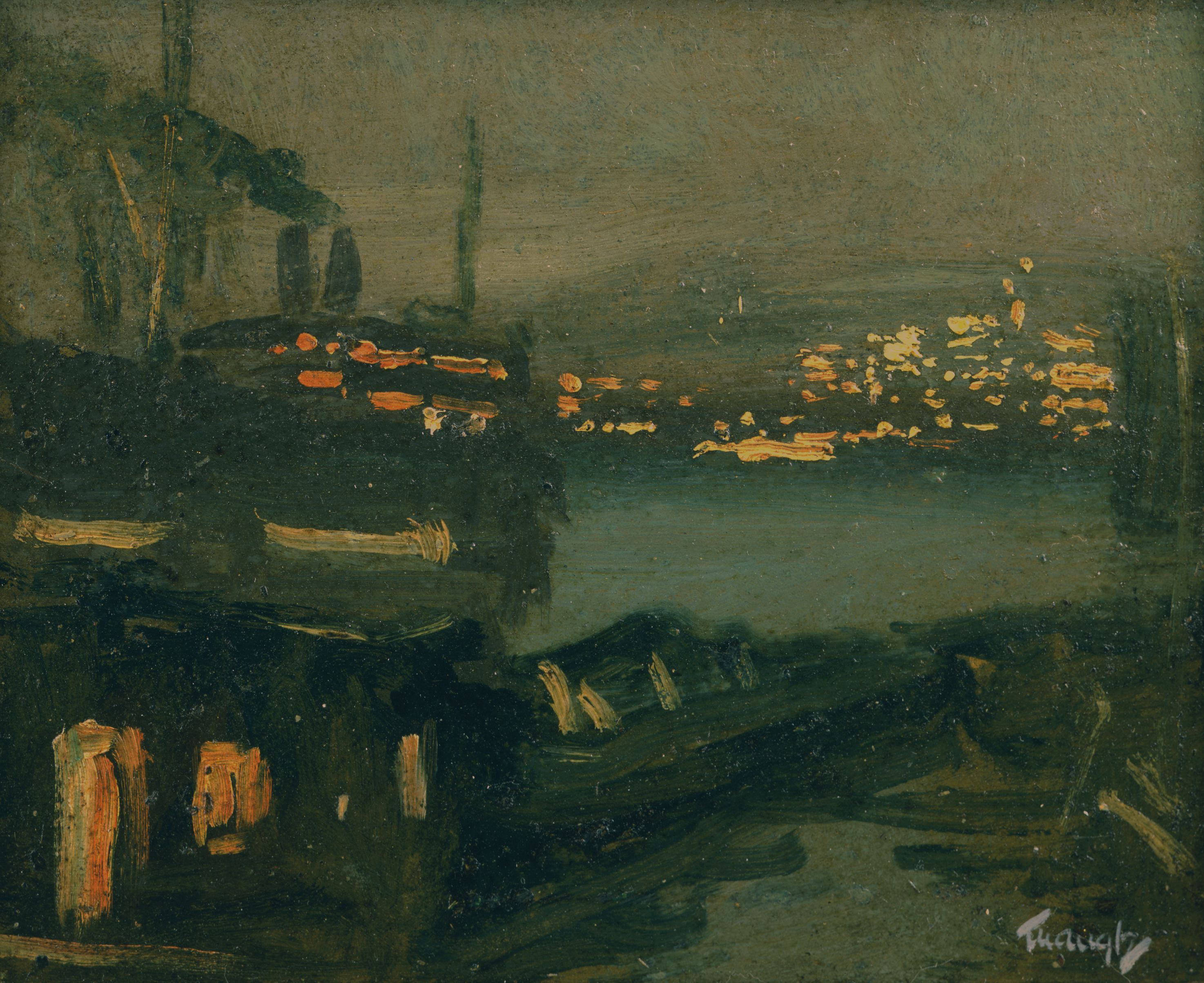
'Jersey City Waterfront' by Frederick Judd Waugh
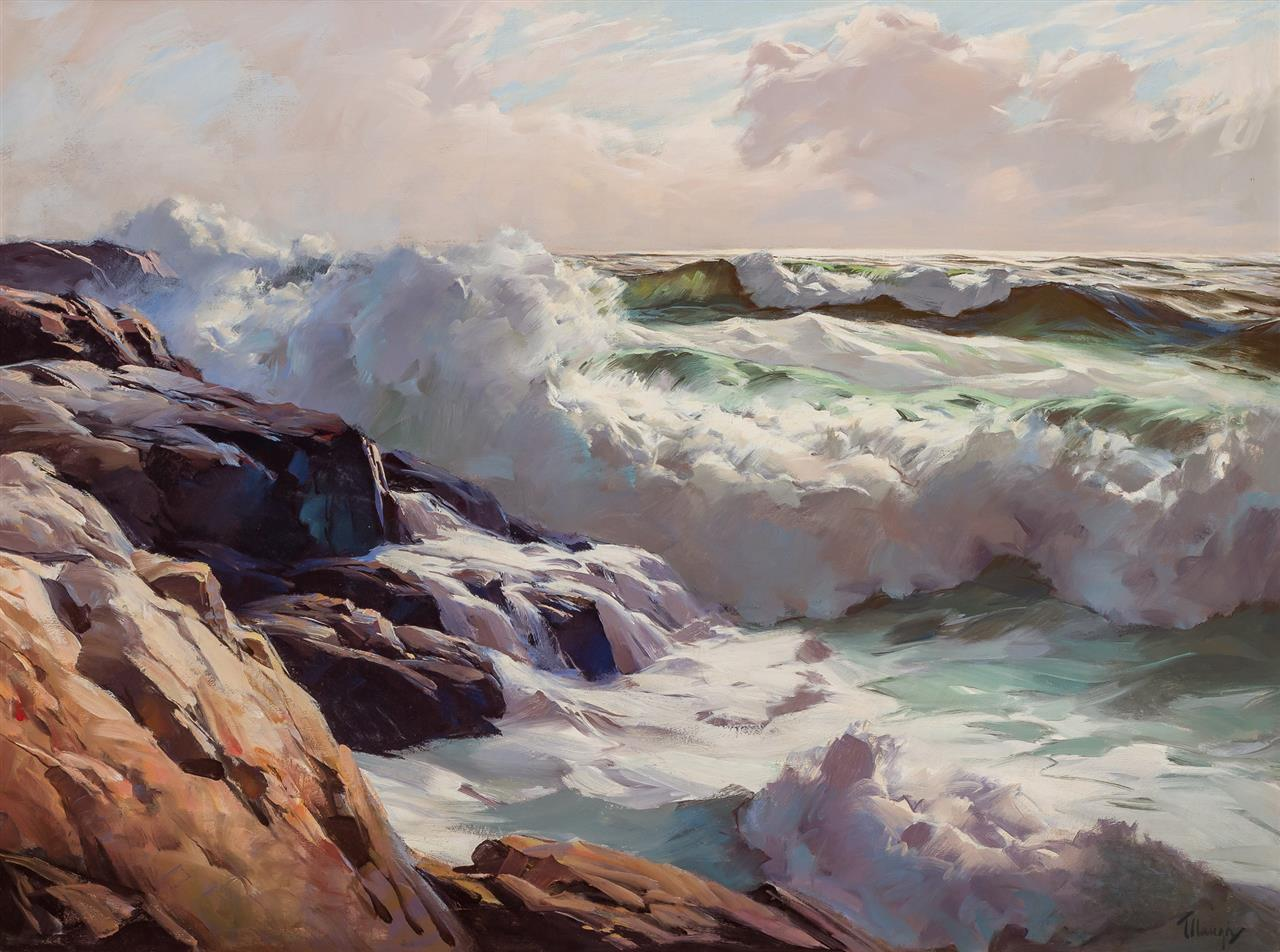
After the Storm by Frederick Judd Waugh
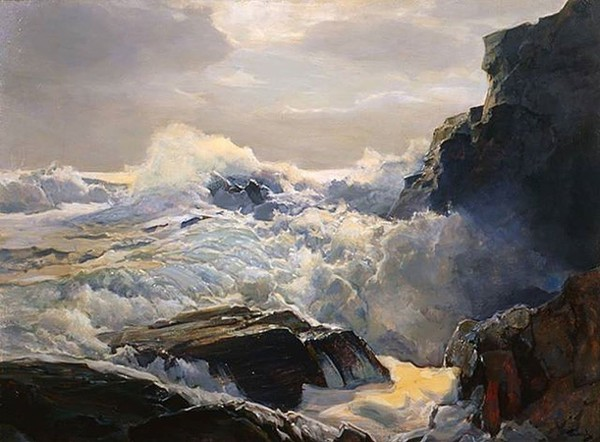
Frederick Judd Waugh - Crashing Waves II
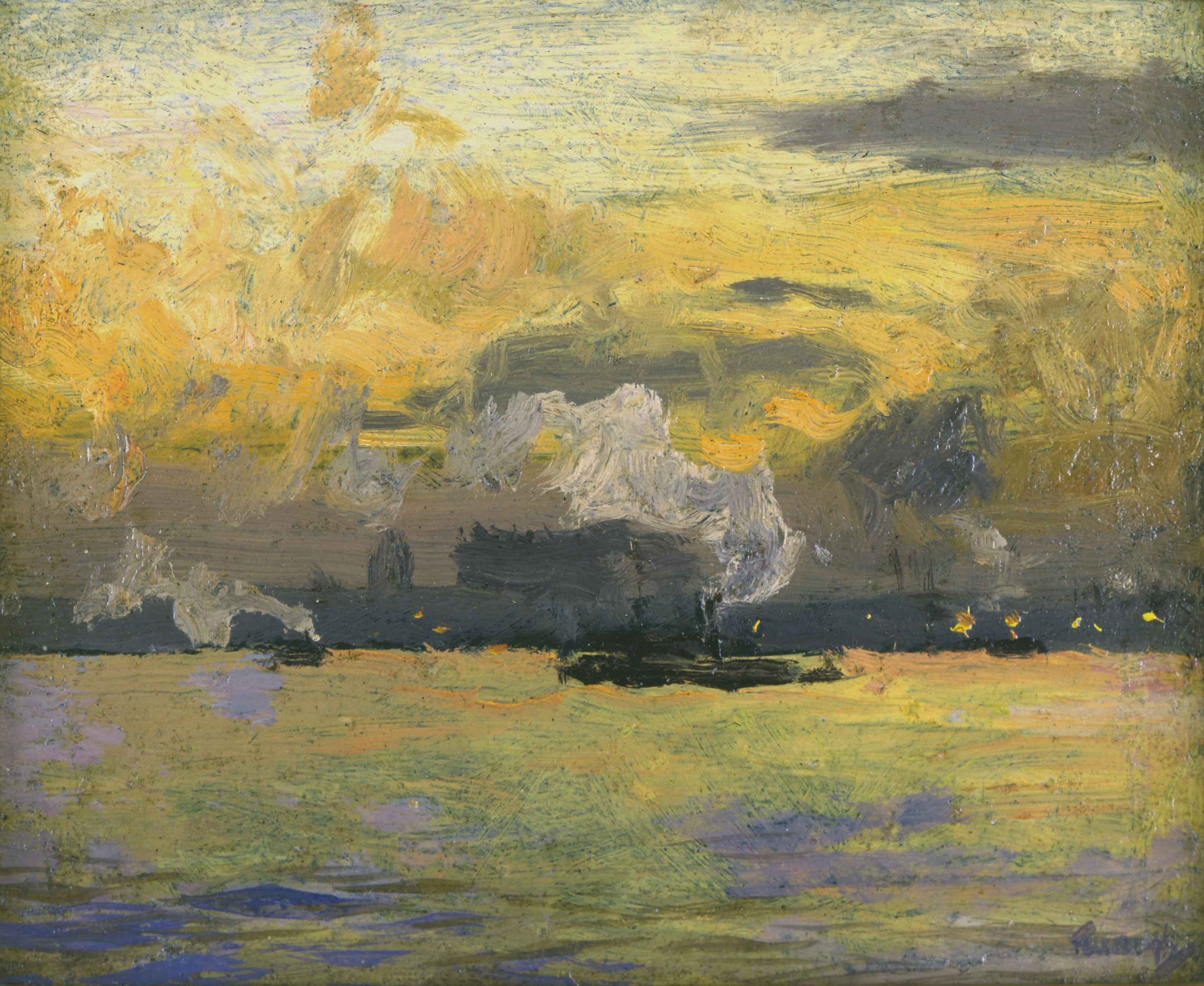
'Jersey City at Sunset' by Frederick Judd Waugh
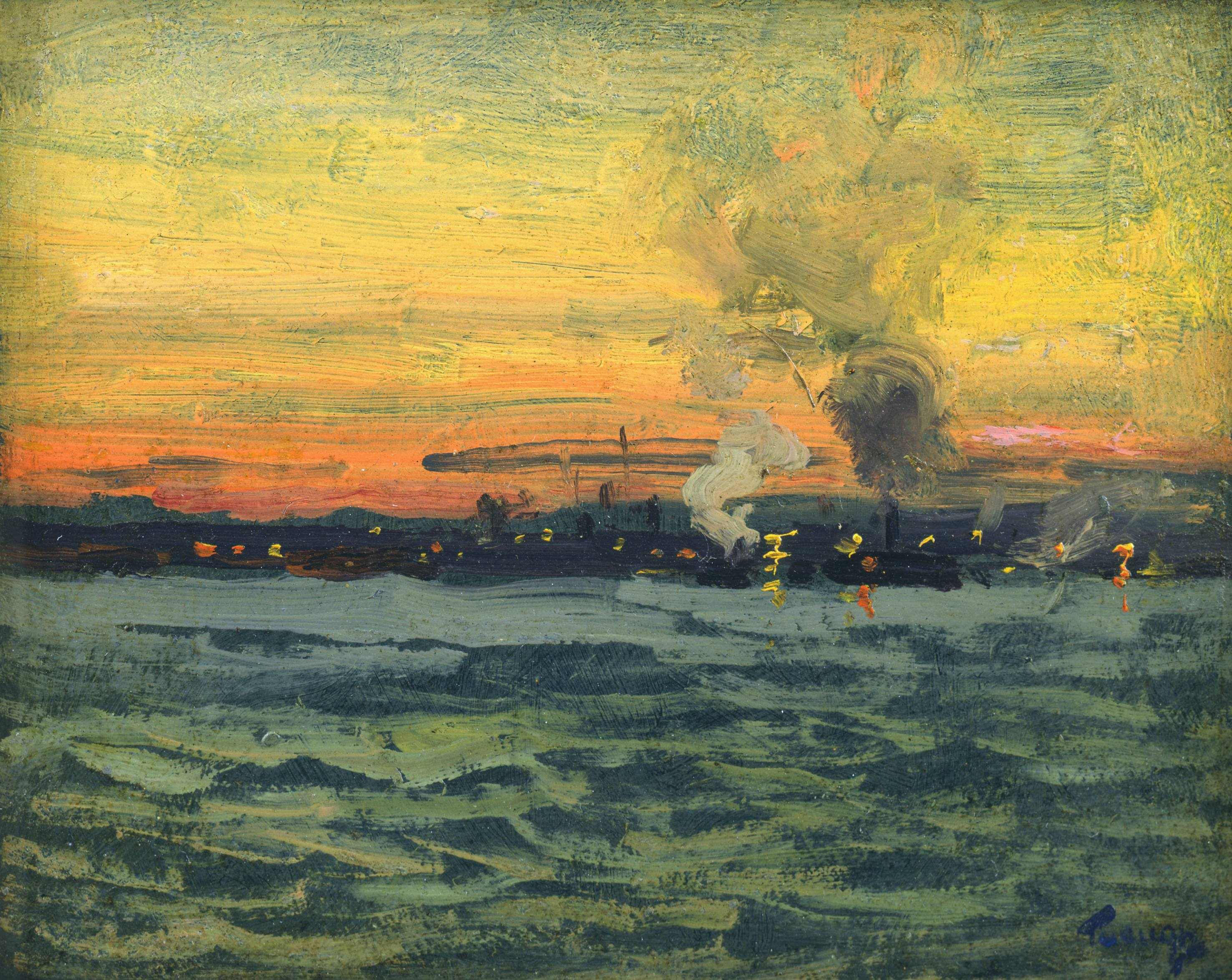
'Looking toward Jersey City' by Frederick Judd Waugh
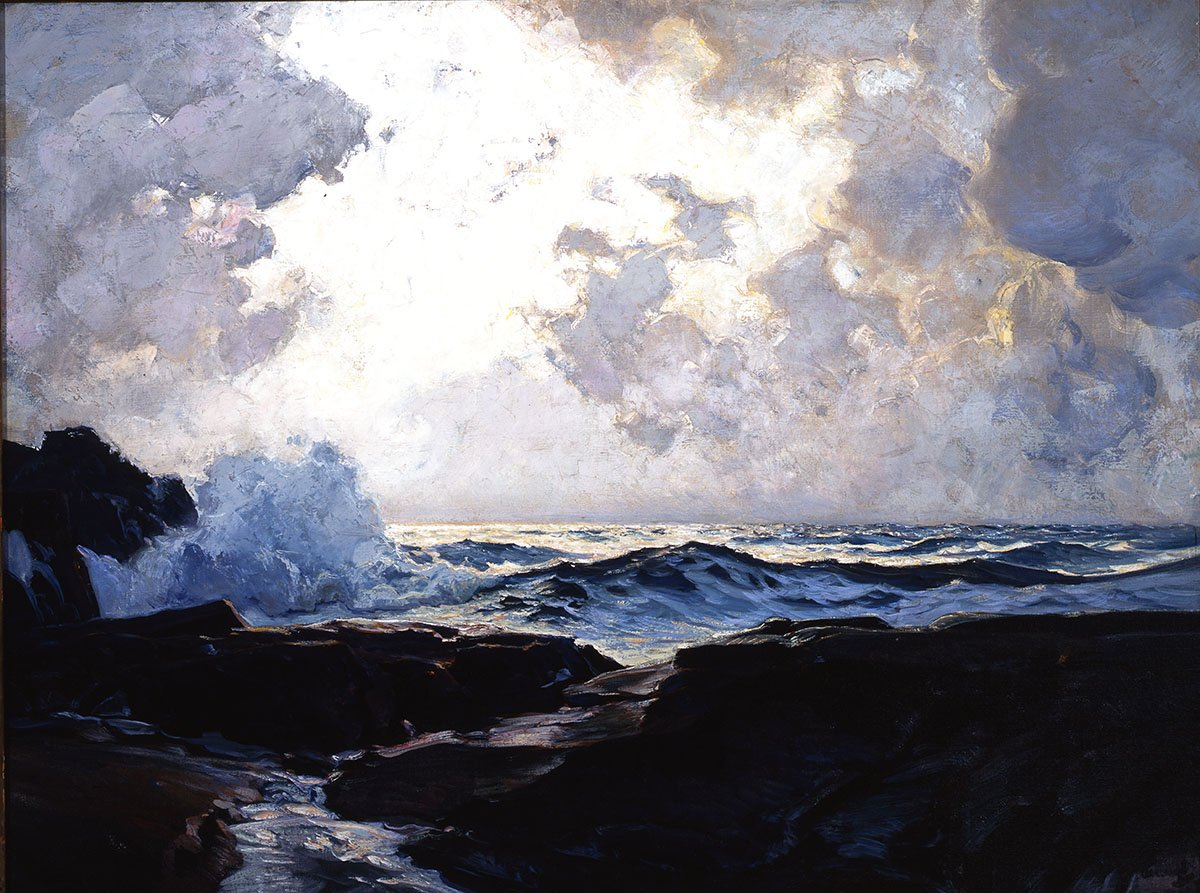
The Silver Sea by Frederick Judd Waugh, 1900-1907
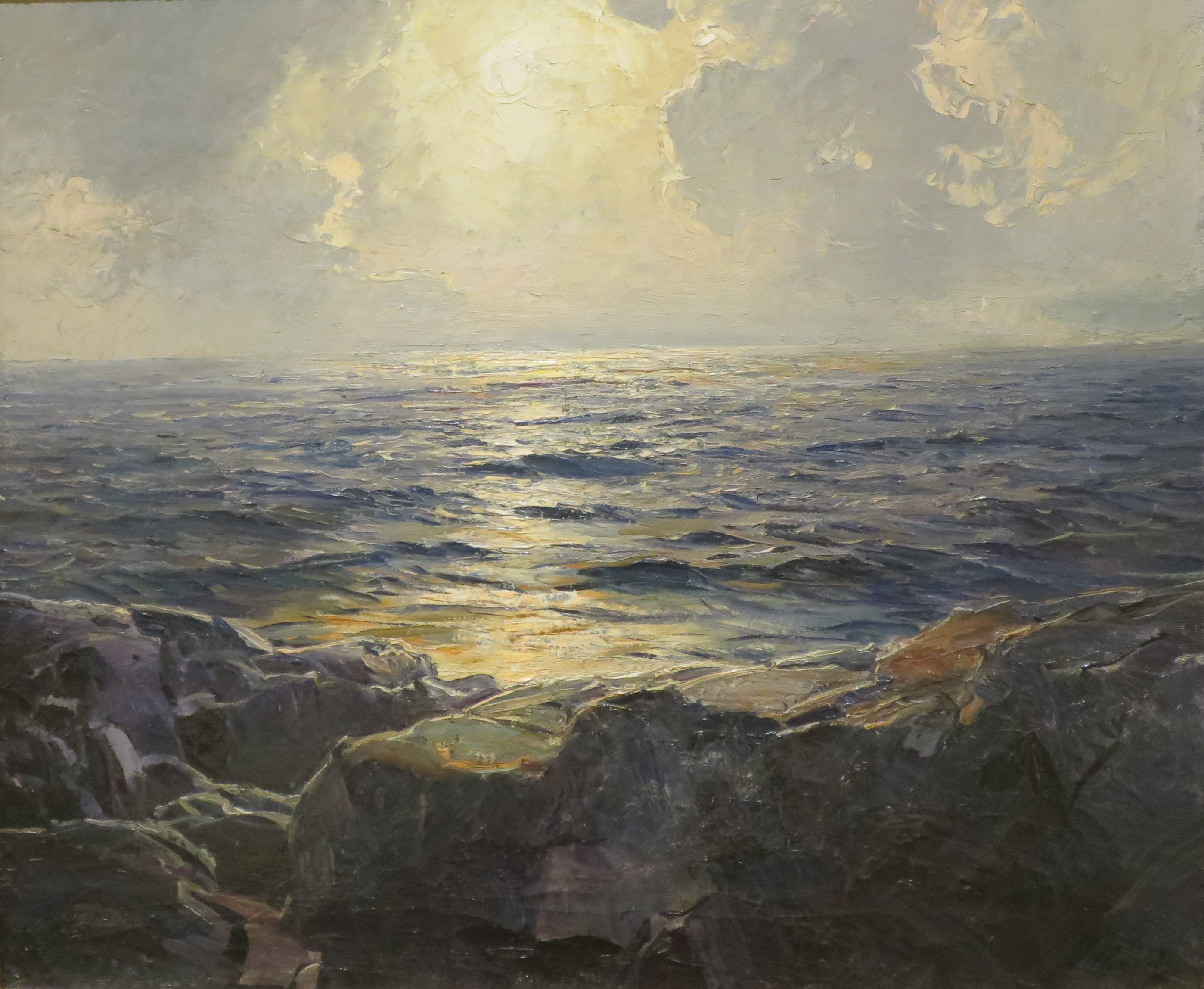
'Moonrise' by Frederick Judd Waugh, oil on canvas, El Paso Museum of Art
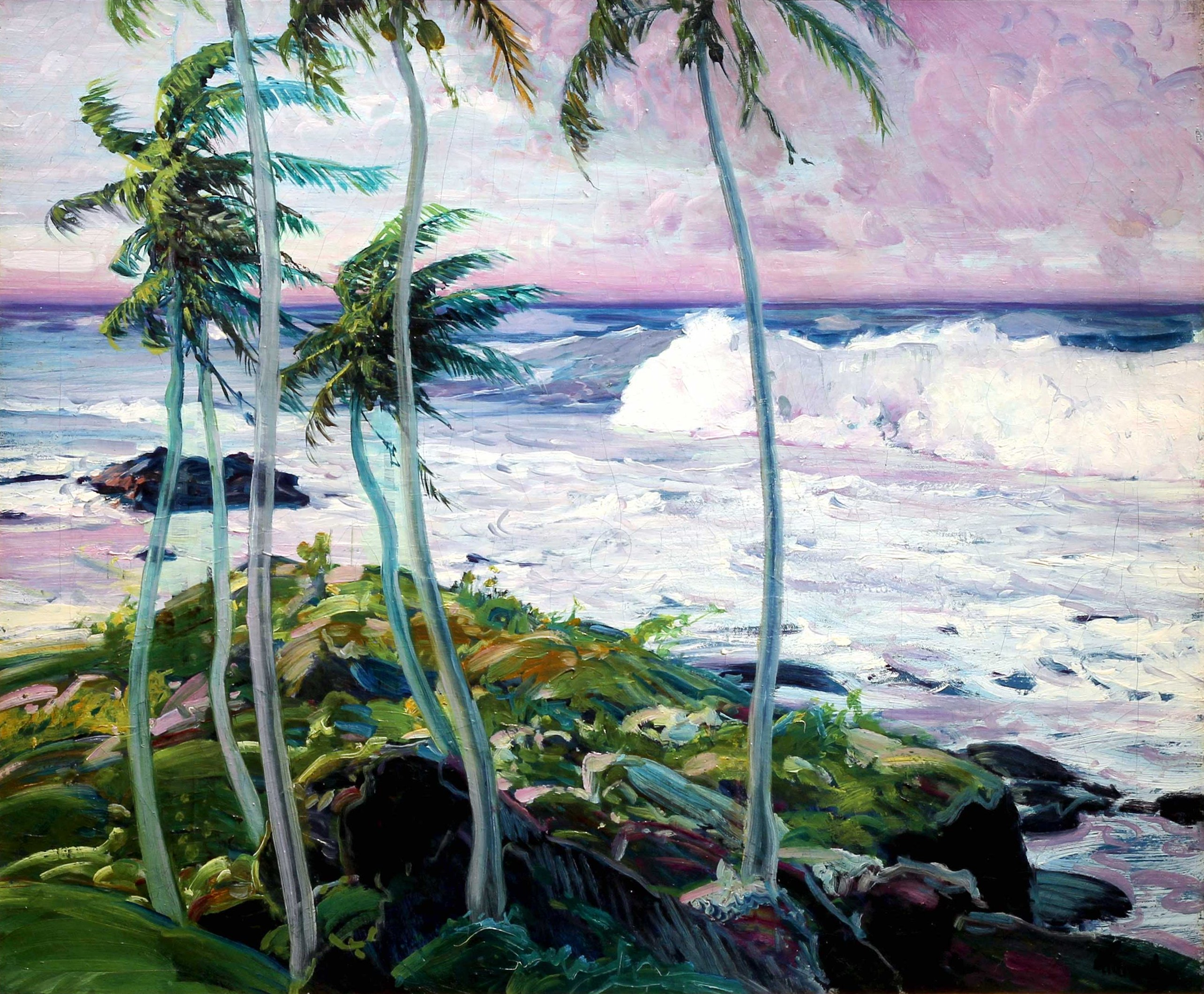
'Under the Trade Winds, Barbados' by Frederick Judd Waugh, c. 1921
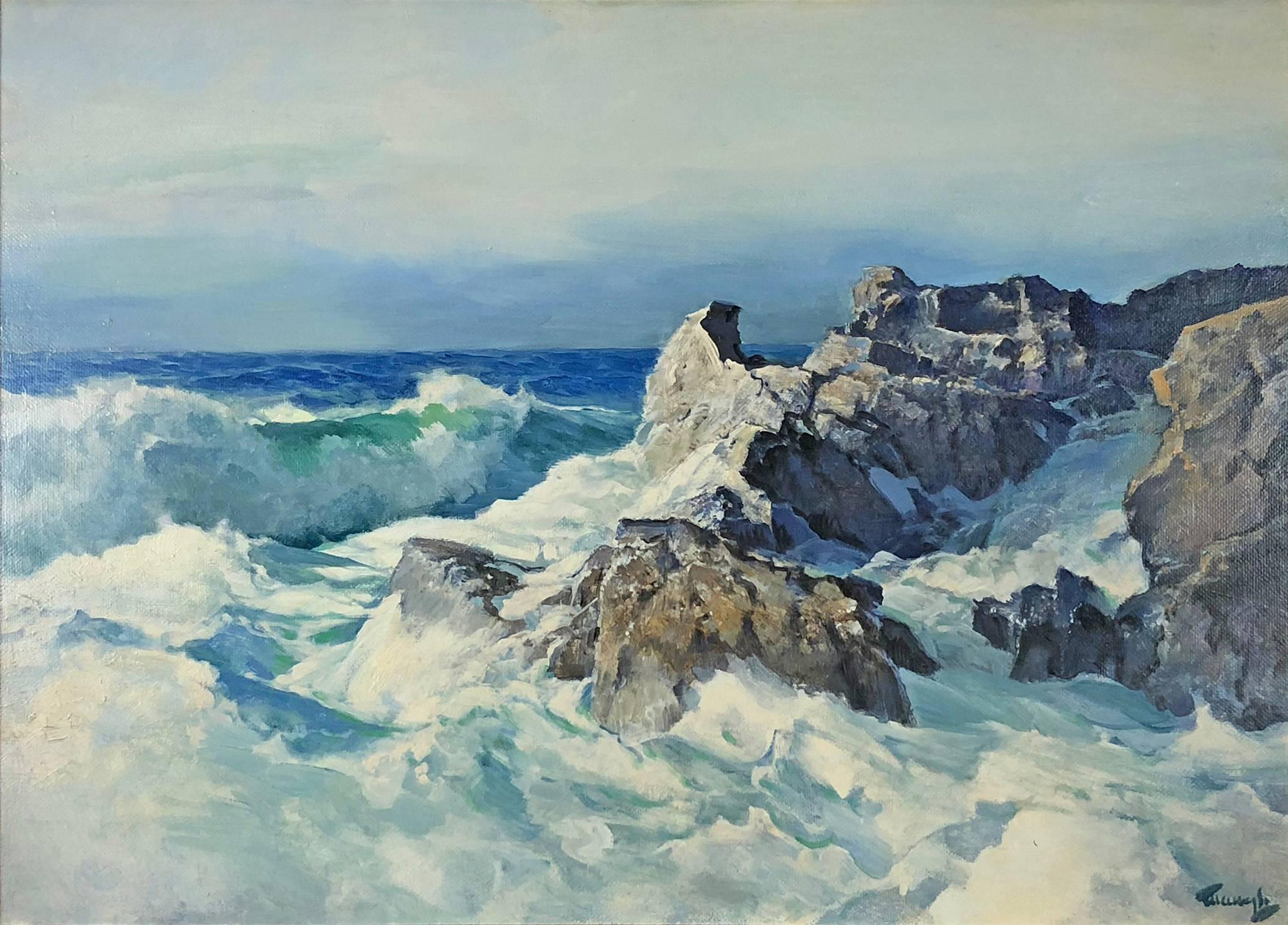
Waugh Outermost Point